# Miquel Àngel Iglesias Guerrero
Miquel Àngel Iglesias Guerrero  (Valls, 9 de juny de 1961) va ser un ciclista català, que fou professional entre 1982 i 1992.
El seu principal èxit esportiu és haver guanyat la classificació de les metes volants de la Volta a Espanya en cinc ocasions, de manera consecutiva, entre 1987 i 1991.
Posteriorment ha estat comentarista de curses ciclistes per RTVE.

## Palmarés
- 1982
  - 1r a la Volta a Lleida
- 1983
  - Vencedor d'una etapa de la Volta a La Rioja
- 1984
  - Vencedor d'una etapa de la Volta a Astúries
- 1985
  - 1r a Manresa
  - 1r a Segovia
- 1987
  - Vencedor d'una etapa de la Volta a La Rioja
  -  Classificació de les metes volants de la Volta a Espanya
- 1988
  - Vencedor d'una etapa de la Volta a Catalunya
  -  Classificació de les metes volants de la Volta a Espanya
- 1989
  -  Classificació de les metes volants de la Volta a Espanya
- 1990
  -  Classificació de les metes volants de la Volta a Espanya
- 1991
  - 1r a Manlleu
  -  Classificació de les metes volants de la Volta a Espanya

### Resultats a la Volta a Espanya
- 1984. 42è de la classificació general
- 1985. 55è de la classificació general
- 1986. 82è de la classificació general
- 1987. 75è de la classificació general. 1r de les Metes Voltants
- 1988. 88è de la classificació general. 1r de les Metes Voltants
- 1989. 77è de la classificació general. 1r de les Metes Voltants
- 1990. 96è de la classificació general. 1r de les Metes Voltants
- 1991. 100è de la classificació general. 1r de les Metes Voltants